# Costeff-Syndrom
Das Costeff-Syndrom oder 3-Methylglutaconazidurie Typ 3 ist eine sehr seltene angeborene, zu den 3-Methylglutaconazidurien gehörende Stoffwechselstörung mit den Hauptmerkmalen einer Optikusatrophie und Choreoathetose bei erhöhter Ausscheidung von 3-Methylglutaconsäure und 3-Methylglutarsäure im Urin.
Synonyme sind: MGA 3; Optikusatrophie, autosomal-rezessive, Typ 3; Optikusatrophie, infantile, mit Chorea und spastischer Paraplegie; Optikusatrophie-Syndrom Typ Costeff; Optikusatrophie-plus-Syndrom
Die Erstbeschreibung stammt aus dem Jahre 1989 durch den israelischen Neuropädiater H. Costeff und Mitarbeiter.

## Verbreitung
Die Häufigkeit wird mit 1 zu 10.000 bei irakisch-jüdischer Bevölkerung angegeben, die Vererbung erfolgt autosomal-rezessiv.

## Ursache
Der Erkrankung liegen Mutationen im OPA3-Gen im Chromosom 19 an Genort q13.32 zugrunde.
Das gleiche Gen ist auch bei der autosomal-dominanten Optikusatrophie OPA3 betroffen.

## Klinische Erscheinungen
Klinische Kriterien sind:
- Krankheitsbeginn bereits als Säugling mit zunehmender Sehbehinderung und Entwicklung einer beidseitigen Optikusatrophie
- Choreoathetose während der ersten Lebensdekade

Hinzu können eine spastische Paraparese, Ataxie, Dysarthrie und Nystagmus kommen.

## Differentialdiagnose
Abzugrenzen sind die anderen Formen der 3-Methylglutaconazidurie aufgrund der Klinik. Gegenüber dem 3-Methylglutaconazidurie Typ 1 ist
die 3-Hydroxy-Isovaleriansäure nicht erhöht und die Aktivität der 3-Methylglutaconyl-CoA-Hydratase normal. Abzugrenzen ist insbesondere das Behr-Syndrom I und eine Zerebralparese.